# Olivier Debarre
Olivier Debarre (né le 24 juillet 1959) est un mathématicien français qui travaille en géométrie algébrique complexe.

## Carrière
Olivier Debarre étudie de 1977 à 1981 à l'École normale supérieure ; en 1981-82, il est à l'université Harvard avec Phillip Griffiths. En 1981, il soutient une thèse de troisième cycle à l'université Paris-Diderot avec Arnaud Beauville (titre de la thèse : Inégalités numériques pour les surfaces de type général) et en 1987 sa thèse d'État, sous la direction de Arnaud Beauville à l'université Paris-Sud (Variétés de Prym, conjecture de la trisécante et ensembles d'Andreotti et Mayer), avec comme sujet de deuxième thèse : Conjugaison analytique à des rotations des difféomorphismes analytiques du cercle, préparée sous la direction de Michaël Herman. De 1982 à 1995, il est d'abord attaché, puis chargé de recherche au CNRS. De 1991 à 1994, il est professeur associé à l'université de l'Iowa. De 1995 à 2008, il est professeur à l'université de Strasbourg et à partir de 2008 professeur à l'université Paris-Diderot et à l'ENS . De 1997 à 2001, il est professeur à temps partiel à l'École polytechnique. En 1981, il séjourne à l'Institute for Advanced Study, il est professeur invité à l'université Harvard en 1999, à l'université nationale de Taïwan en 2007 et au Korea Institute for Advanced Study  en 2008, à l'Université Fudan à Shanghai en 2008, à l'université du Michigan en 2004 et au Mathematical Sciences Research Institute en 2009.
De 1999 à 2004, il est membre junior de l'Institut Universitaire de France.

## Recherche
Il a contribué, entre autres, sur le problème de Schottky, les problèmes de type Torelli, variétés de Fano (en), et de Prym. Il est éditeur de la série Astérisque de la SMF (1999 - 2009) et des  Annales scientifiques de l'École normale supérieure en 2010–2011. Il est rédacteur en chef de la Mathematische Zeitschrift de 2007 à 2020.

## Publications (sélection)
- Tores et variétés abéliennes complexes, Marseille, Société Mathématique de France, coll. « Société Mathématique de France. Cours spécialisés » (no 6), 1999 (ISBN 2-86883-427-2). — Traduction anglaise : Complex Tori and Abelian Varieties, American Mathematical Society, coll. « SMF/AMS Texts and Monographs » (no 11), 2005 (ISBN 9780821831656, présentation en ligne)
- Higher dimensional algebraic geometry, Springer Verlag, coll. « Universitext », 2001 (ISBN 9780387952277, présentation en ligne)
- « Le théorème de Torelli pour les intersections de trois quadriques », Inventiones Mathematicae, vol. 95, no 3,‎ 1989, p. 507–528 (DOI 10.1007/bf01393887)
- « The Schottky Problem: An Update », dans Herbert Clemens et János Kollár (éditeurs), Current Topics in Complex Algebraic Geometry, Cambridge University Press, coll. « Mathematical Sciences Research Institute Publications » (no 28), 1995 (ISBN 0-521-56244-9), p. 57-64
- « Variétés de Fano », Astérisque, no 245 « Séminaire Bourbaki. Exposés. Nr. 820–834, 1996/1997 »,‎ 1997, p. 197–221 (lire en ligne, consulté le 16 novembre 2021).